# ملتقى الفقه المالكي
الملتقى الدولي للفقه المالكي هو ملتقى فقهي دولي ينعقد سنويا في مدينة عين الدفلى لدعم المرجعية الدينية الفقهية الجزائرية · .

## تاريخ
جاءت فكرة إنشاء هذا الملتقـى السنوي في خضم التنوع الثقافي الوافد على الجزائر عن طريق وسائل الاتصال المختلفة التي استقدمت ذلك التنوع الفقهي اللامذهبي الذي أصبح يزاحم المرجعية الفقهية المالكية المتجذرة في أوساط الشعب الجزائري.
فالمذهب المالكي هو عامل من عوامل وحدة الأمة الجزائرية التي استندت عليه في تاريخها المجيد وفي أيامها الحوالك أثناء الاحتلال الفرنسي للجزائر وفي غضون ثورة تحرير الجزائر المظفرة.
واحتضنت ولاية عين الدفلى فكرة هذا الملتقى الذي أشرقت أنواره في غضون احتفالية يوم العلم، وكانت الانطلاقة في يوم 24 أفريل 2005م تحت عنوان «المذهب المالكي ما بعد مرحلة التأسيس».
كان الملتقى في السنة الأولى وطنيا ثم ترقى سنة 2007م إلى ملتقى مغاربي وقد حضرته بعض الشخصيات العلمية من جمهورية تونس.
ثم تدرج سنة 2009م إلى ملتقى دولي حضرتـه شخصيات علمية من بعض الدول العربية مثل لبنان والمملكة العربية السعودية.

## التنظيم
يتم تنظيم هذا الملتقى الفقهي السنوي في مدينة عين الدفلى داخل «دار الثقافة الأمير عبد القادر الجزائري».
وتحوز فعاليات الملتقى على رعاية رئيس الجمهورية الجزائرية بالإضافة إلى وزير الشؤون الدينية الجزائري مع والي عين الدفلى.

## الملتقيات
| رقم | عنوان الملتقى                                               | البداية        | النهاية        |
| --- | ----------------------------------------------------------- | -------------- | -------------- |
| 01  | المذهب المالكي ما بعد مرحلة التأسيس                         | 24 أفريل 2005م | 26 أفريل 2005م |
| 02  |                                                             | 13 أفريل 2006م | 16 أفريل 2006م |
| 03  | المذهب المالكي في طور التأسيس (أعلامه، خصائصه، مدوناته)     | 13 أفريل 2007م | 16 أفريل 2007م |
| 04  | ملامح عن المذهب المالكي بعد مرحلة التأسيس                   | 13 أفريل 2008م | 16 أفريل 2008م |
| 05  | المذهب المالكي في الجزائر                                   | 13 أفريل 2009م | 16 أفريل 2009م |
| 06  | فقه النوازل في الغرب الاسلامي                               | 28 أفريل 2010م | 29 أفريل 2010م |
| 07  | الاجتهاد في الفقه المالكي                                   | 11 ماي 2011م   | 12 ماي 2011م   |
| 08  | التخريج والاستنباط في الفقه المالكي وأثره في حركية الاجتهاد | 28 مارس 2012م  | 29 مارس 2012م  |
| 09  | تقعيد الفقه المالكي وتقنينه                                 | 7 ماي 2013م    | 8 ماي 2013م    |
| 10  | علم فروع الفقه عند المالكية وتطبيقاته                       | 14 ماي 2014م   | 15 ماي 2014م   |
| 11  | فقه النوازل من خلال موسوعة المعيار المعرب للإمام الونشريسي  | 12 ماي 2015م   | 13 ماي 2015م   |
| 12  | الاتجاه الحديثي للمذهب المالكي                              | 2 ماي 2016م    | 3 ماي 2016م    |
| 13  | التجديد في المذهب المالكي                                   | 16 ماي 2017م   | 17 ماي 2017م   |
| 14  | الاتجاه المقاصدي في المذهب المالكي                          | 10 أفريل 2018م | 12 أفريل 2018م |

## المنشورات
يتم تضمين موضوع كل ملتقى سنوي في مجلة تحتوي معلومات حول المشاركين والمحاضرات والأشغال.
يتم نشر أعمال ملتقى الفقه المالكي بعد نهاية أشغاله عبر الوسائط الإعلامية المختلفة.

### فيديوهات
- الملتقى التاسع للفقه المالكي: تقعيد الفقه المالكي وتقنينه على يوتيوب
- الملتقى الحادي عشر للفقه المالكي: فقه النوازل من خلال موسوعة المعيار المعرب للإمام الونشريسي على يوتيوب
- الملتقى الثاني عشر للفقه المالكي: الاتجاه الحديثي للمذهب المالكي على يوتيوب
- الملتقى الثاني عشر للفقه المالكي: الاتجاه الحديثي للمذهب المالكي على يوتيوب
- الملتقى الثالث عشر للفقه المالكي: التجديد في المذهب المالكي على يوتيوب

### وصلات خارجية
- الموقع الرسمي لوزارة الشؤون الدينية والأوقاف بالجزائر
- الموقع الرسمي لملتقى الفقه المالكي
- ملتقى الفقه المالكي  على فيسبوك.